# The Devil Judge
The Devil Judge (악마판사?, lett. "Il giudice diavolo") è un drama coreano trasmesso su tvN dal 3 luglio al 22 agosto 2021. In determinati territori, è stato contemporaneamente reso disponibile sulle piattaforme di streaming Viu e IQiyi, e su Netflix dal 24 dicembre 2021.
Dall'11 luglio al 18 agosto 2021 è stato inoltre serializzato un adattamento da 48 capitoli in formato webtoon su Comico.
In lingua italiana è distribuito, sottotitolato, da Serially, che ha reso disponibile la prima metà il 17 novembre e la seconda il 23 dicembre 2022.

## Trama
Due anni dopo che la Corea del Sud è stata colpita da una misteriosa epidemia, il Presidente decide di trasmettere in diretta televisiva alcuni processi, istituendo un tribunale apposito presieduto dal giudice Kang Yo-han, che diventa in breve l'idolo della popolazione per la sua spietatezza. Il giovane giudice Kim Ga-on, però, inizia a mettere in discussione i suoi metodi.

## Personaggi e interpreti
- Kang Yo-han, interpretato da Ji Sung e Moon Woo-jin (da bambino)
Il giudice che presiede il tribunale mediatico, punisce le malefatte senza pietà, diventando un eroe agli occhi della popolazione.
- Jung Sun-ah, interpretata da Kim Min-jung e Kim Ga-yoon (da bambina)
La più grande rivale di Kang Yo-han, da bambina faceva la cameriera per la famiglia Kang, ma ora lavora per la Fondazione di responsabilità sociale.
- Kim Ga-on, interpretato da Park Jin-young e Park Jin-woo (da bambino)
Giovane giudice che viene mandato dal suo mentore Min Jeong-ho a spiare Kang Yo-han, crede che la giustizia vada perseguita con mezzi onesti. Ha perso i suoi genitori a 16 anni in seguito a una frode.
- Yoon Soo-hyun, interpretata da Park Gyu-young e Yoon Byul-ha (da bambina)
Amica d'infanzia di Kim Ga-on e tenente dell'unità investigativa regionale, ha una cotta per Ga-on da sempre.
- Kang Elijah, interpretata da Jeon Chae-eun e Kim Su-ha (da bambina)
Nipote di Kang Yo-han, costretta su una sedia a rotelle dopo un incidente.
- Cha Kyung-hee, interpretata da Jang Young-nam
Ministra della Giustizia.
- Oh Jin-joo, interpretata da Kim Jae-kyung
Il terzo giudice della corte presieduta da Kang Yo-han, è una fan di quest'ultimo.
- Min Jeong-ho, interpretato da Ahn Nae-sang
Professore e mentore di Kim Ga-on.
- Min Yong-sik, interpretato da Hong Seo-joon
Miliardario e presidente del gruppo Minbo.
- Heo Joong-se, interpretato da Baek Hyun-jin
Presidente della Corea del Sud, un tempo attore.
- Park Du-man, interpretato da Lee Seo-hwan
Presidente della Saram Media, che trasmette in diretta i processi.
- Seo Jeong-hak, interpretato da Jeong In-gyeom
Presidente della Fondazione di responsabilità sociale.
- K, interpretato da Lee Ki-taek
Collaboratore di Kang Yo-han.
- Jae-hee, interpretata da Lee So-young
Collaboratrice di Jung Sun-ah.
- Kim Sang-sook, interpretata da Joo In-young
Moglie di Min Yong-sik e direttore del gruppo Minbo.
- Do Yeon-jung, interpretata da Jung Ae-youn
Moglie di Heo Joong-se e First Lady della Corea del Sud.
- Pi Hyang-mi, interpretata da Yoon Da-kyung
Moglie di Park Du-man e direttore finanziario della Saram Media.
- Ko In-guk, interpretato da Park Hyoung-soo
Avvocato che collabora con Kang Yo-han.
- Jo Min-sung, interpretato da Kim Moo-chan
Capo dell'unità investigativa regionale.
- Han So-yoon, interpretata da Hwang Hee-jung
Attrice che collabora con Kang Yo-han.
- Ji Young-ok, interpretata da Yoon Ye-hee
Ex tata di Kang Yo-han e ora sua governante, si prende cura di Elijah.
- Lee Young-min, interpretato da Moon Dong-hyeok
Unico figlio di Cha Kyung-hee e vicepresidente della banca Joongwon.
- Lee Jae-kyung, interpretato da Nam Sung-jin
Marito di Cha Kyung-hee e presidente della banca Joongwon.
- Ji Yoon-sik, interpretato da Seo Sang-won
Giudice capo.
- Kang Ji-sang, interpretato da Joo Suk-tae
Padre di Yo-han e Isaac.
- Kang Isaac, interpretato da Park Jin-young, Cha Yoo-jin (da adolescente) e Seo Woo-jin (da bambino)
Fratello maggiore di Yo-han e padre di Elijah, è morto in un incidente anni prima.
- Jukchang/Kim Choong-sik, interpretato da Lee Hae-woon
Fanatico.
- Segretario Kim, interpretato da Kim Kyoung-il

## Produzione

### Sceneggiatura
Il drama, del quale all'inizio erano stati previsti 20 episodi anziché 16, è scritto dall'ex giudice Moon Yoo-seok. A giugno 2018, durante la messa in onda della seconda metà del suo primo drama, Ms. Hammurabi, Moon ha iniziato a pensare a come sarebbe stato scrivere, invece, di un giudice dai toni e modi completamente opposti. Ha parlato dunque della sua idea con l'attore Ji Sung, ipotizzando un giudice che unisse insieme Batman e Joker.
L'ambientazione della serie è stata ispirata dallo scoppio della pandemia di COVID-19 e dai cambiamenti "terrificanti" avvenuti nel mondo, definiti da Moon più spaventosi del virus stesso: dopo aver visto i pazienti degli ospizi in Spagna morire perché abbandonati dagli infermieri, l'economia globale collassare in un istante, la popolazione mondiale lottare per arrivare a fine mese, l'avvento di gruppi di fanatici all'attacco del Congresso, e il presidente degli Stati Uniti d'America trattare i consigli dei medici come fake news, ha deciso di realizzare un "esperimento di pensiero" simile a Black Mirror e V for Vendetta su come sarebbe stato il mondo del futuro se una situazione tanto caotica fosse proseguita.
Il protagonista Kang Yo-han è stato quindi fatto muovere in un'ipotetica Repubblica di Corea distopica nella quale, trascorsi due anni da una misteriosa epidemia, il deterioramento dell'economia, la rapida crescita della disoccupazione e la sensazione di non essere al sicuro hanno accelerato la polarizzazione della città e trasformato le periferie in baraccopoli destinate alla classe povera al collasso, mentre il centro città è abitato dalle classi sociali più abbienti. Amplificata dai media e dal potere politico, la rabbia della popolazione ha portato a una società dominata dalla violenza, dall'estremismo e dall'odio nei confronti dei propri leader, ed è diventato impossibile pensare di unirsi solidalmente per trovare una soluzione; per questo, il giudice "diabolico" Kang Yo-han, che punisce il male senza scrupoli, viene designato dalla popolazione come l'eroe che la salverà e attraverso il quale sfogare scontento e rabbia.
La serie è stata definita dallo sceneggiatore "caotica e piena di elementi disparati", nella quale ambientazione distopica fumettistica, narrative da tragedia classica e battute teatrali vengono esasperate. Ritenendo che "La distopia è dove l'autorità diventa religione e la religione diventa autorità", Moon ha inserito sfumature religiose "per aggiungere un sentimento tragico": i tre giudici che presiedono il tribunale mediatico, con le loro toghe, ricordano la Trinità, mentre l'aula stessa rimanda a un anfiteatro e il nome dell'app usata dal pubblico per votare, Dike, all'omonima divinità della religione greca. Rimandi al cristianesimo sono presenti nel crocifisso portato al polso da Kang Yo-han, nella cicatrice a forma di croce sulla schiena, e nei nomi dei membri della famiglia Kang, che rievocano quelli dei profeti dell'Antico Testamento.
Nella sceneggiatura sono confluiti anche alcuni dei racconti preferiti dello sceneggiatore, quali Cime tempestose, Jane Eyre, Rebecca, la prima moglie, La bella e la bestia e Faust, e un omaggio a Il cavaliere oscuro - Il ritorno; la scena iniziale dell'episodio 12, in cui l'aiutante di Yo-han, K, mette in guarda Ga-on dicendogli che perderà tutto se resterà al fianco di Yo-han, è invece stata scritta pensando al film Lasciami entrare e in particolare ai personaggi di Håkan, un uomo di mezz'età che muore miseramente vivendo accanto al vampiro solitario Eli, e di Oskar, un bambino che va incontro allo stesso destino. Altre situazioni presenti nella serie traggono ispirazione da eventi reali, come la presidenza di Donald Trump, la Brexit, il regime di Duterte nelle Filippine, e il tweet pubblicato dal terrorista Anders Breivik prima di compiere gli attentati del 22 luglio 2011, richiamato nell'episodio 10 dal manifesto dell'estremista Jukchang, iniziante con "Una persona con un ideale è forte quanto centomila che hanno solo interessi".
The Devil Judge affronta la crescente popolarità di programmi con eroi oscuri che affrontano il male con il male, come Vincenzo e Mobeom taxi, e mette in discussione il motivo per cui siano tanto amati dal pubblico. Il messaggio finale, trasmesso da Kim Ga-on che si domanda cosa bisognerebbe fare per creare un mondo che non abbia bisogno di Kang Yo-han, è che non sia ancora troppo tardi per impedire, tramite gli sforzi congiunti di tutti per cambiare completamente il sistema, che la situazione sociale e politica raccontata dalla serie si trasformi in realtà. Attraverso la morte di Yoon Soo-hyun, personaggio che rappresenta l'unica persona che abbia mai amato Kim Ga-on incondizionatamente, dandogli la volontà di continuare a vivere, e che continua a preoccuparsi per lui nonostante sia in fin di vita, lo sceneggiatore ha inoltre voluto indicare come l'amore sia la forma di redenzione finale, e la convinzione che il mondo sarebbe diverso se tutti avessero almeno una persona che li ami davvero.
Moon ha comunque esplicitato che, nello scrivere la serie, si è concentrato più sul rapporto tra i personaggi che sul trasmettere il proprio messaggio, credendo che, nel raccontare le loro storie in determinate situazioni e con determinate narrative, il messaggio sarebbe sorto naturalmente come sottoprodotto. Le relazioni tra i personaggi principali sono di tre tipi: quella tra Kang Yo-han e Jung Sun-ah è espressa dalla frase chiave "Voglio averti", quella tra Kang Yo-han e Kim Ga-on da "Voglio conoscerti", e quella tra Kim Ga-on e l'amica d'infanzia Yoon Soo-hyun da "Voglio proteggerti", sebbene questi tre desideri siano talvolta a senso unico. Il rapporto tra Yo-han e Ga-on è stato descritto come una "bromance" nella quale i due personaggi si attraggono tra loro come magneti per via delle loro differenze. A proposito della scrittura dei personaggi, Moon ha dichiarato "Quando ho creato i personaggi, ho completamente ignorato i generi. [...] Cha Kyung-hee è semplicemente una figura potente e ambiziosa, e Yoon Soo-hyun è solo un detective che vuole proteggere il suo primo amore. Sono entrambi personaggi familiari che appaiono spesso come uomini nei drama coreani. Al contrario, il ruolo di Kim Ga-on è spesso dato ai personaggi femminili. I personaggi intrappolati nei ruoli di genere convenzionali sono ovvii e monotoni, e penso sia artificioso anche il pregiudizio che tutte le donne debbano essere autonome e gli uomini possano essere piatti. Ogni essere umano è un individuo".

### Cast
Il 9 giugno 2020, le testate giornalistiche hanno riferito che Ji Sung avrebbe interpretato il protagonista maschile del drama The Devil Judge. Oltre che per via del suo rapporto con lo sceneggiatore Moon Yoo-seok, Ji Sung ha deciso di apparire nella serie per "riflettere sul concetto di giustizia di questi tempi", trovare ed esprimere un nuovo lato di sé e perché attirato dal personaggio irrealistico di Kang Yo-han. Avendo delle difficoltà a comprendere il ruolo e trovando delle similitudini con il Faust di Goethe, Ji ha raccontato di aver inizialmente interpretato Kang Yo-han come un personaggio buono che trae la sua forza dal male, salvo poi apprendere dallo sceneggiatore che fosse, invece, il seduttore di Faust, Mefistofele, rimanendo "scioccato" e "confuso" dalla rivelazione che fosse completamente malvagio. Il modo di vestire e la parlata di Kang sono stati invece concordati con il regista.

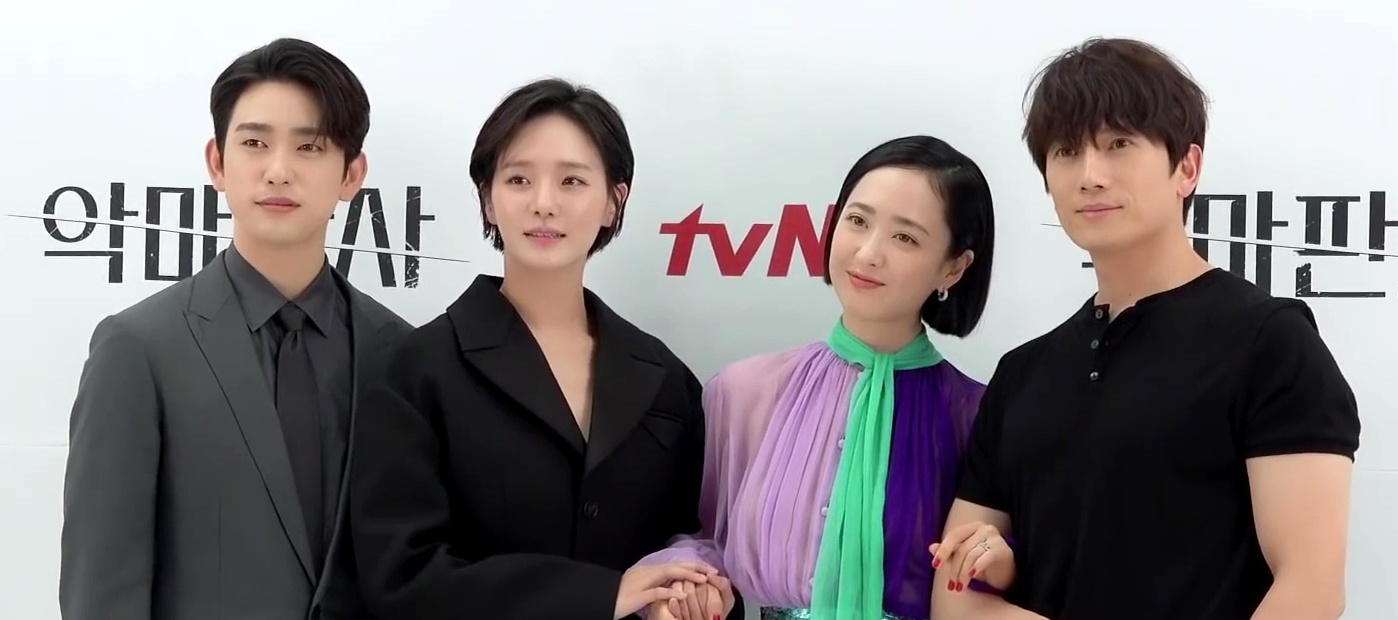
Il cast di The Devil Judge alla conferenza stampa del 1º luglio 2021. Da sinistra, Park Jin-young, Park Gyu-young, Kim Min-jung e Ji Sung.

Il probabile casting di Park Jin-young e Park Gyu-young per le parti di Kim Ga-on e Yoon Soo-hyun è stato annunciato, rispettivamente, il 13 e il 27 agosto, mentre Kim Min-jung è entrata in trattative il 4 dicembre 2020. Il 3 febbraio 2021, la rete televisiva tvN ha confermato i quattro membri del cast principale, al quale si è unita anche Kim Jae-kyung il 12 maggio in un ruolo ricorrente. The Devil Judge vede Ji Sung e Kim Min-jung recitare di nuovo insieme dopo il drama New Heart del 2007.
Park Jin-young ha voluto partecipare dopo essere rimasto affascinato dal cambiamento graduale di Kim Ga-on nel corso della serie. Quando all'audizione Moon Yoo-seok gli ha chiesto se, vista la difficoltà del personaggio, avesse letto molte volte la sceneggiatura, Park ha risposto di no e che molto probabilmente avrebbero preso qualcuno più famoso di lui. Lo sceneggiatore ha dichiarato di essere rimasto colpito dallo sguardo di sfida di Park e di aver poi scoperto che avesse in realtà letto il soggetto e la sceneggiatura dozzine di volte, e che conoscesse dettagli a lui ignoti: questo gli ha fatto pensare di aver trovato il Ga-on adatto, "sincero, competente e bramoso, ma con un indistinto senso di rassegnazione e rabbia". In seguito, Park ha commentato di provare, a volte, imbarazzo e rimpianto per la sua risposta perché probabilmente aveva dato l'impressione di essere viziato.
Kim Min-jung è stata scelta dietro suggerimento del regista, volendo un'attrice che potesse rappresentare Jung Sun-ah come innocente e terrificante allo stesso tempo. Kim Jae-kyung ha ricevuto il copione di The Devil Judge poco dopo aver concluso Il mondo nuovo, la cui lettura l'ha aiutata a comprendere il mondo distopico. Colpita, in particolare, dall'idea di trasmettere i processi in diretta nazionale, ha incontrato e intervistato un vero giudice per farsi una conoscenza di base e capire come interpretare il proprio ruolo. Si è poi presentata all'audizione indossando un mantello di Harry Potter, non avendo nulla di più adatto, per calarsi nel personaggio di un giudice.

### Regia e scenografie

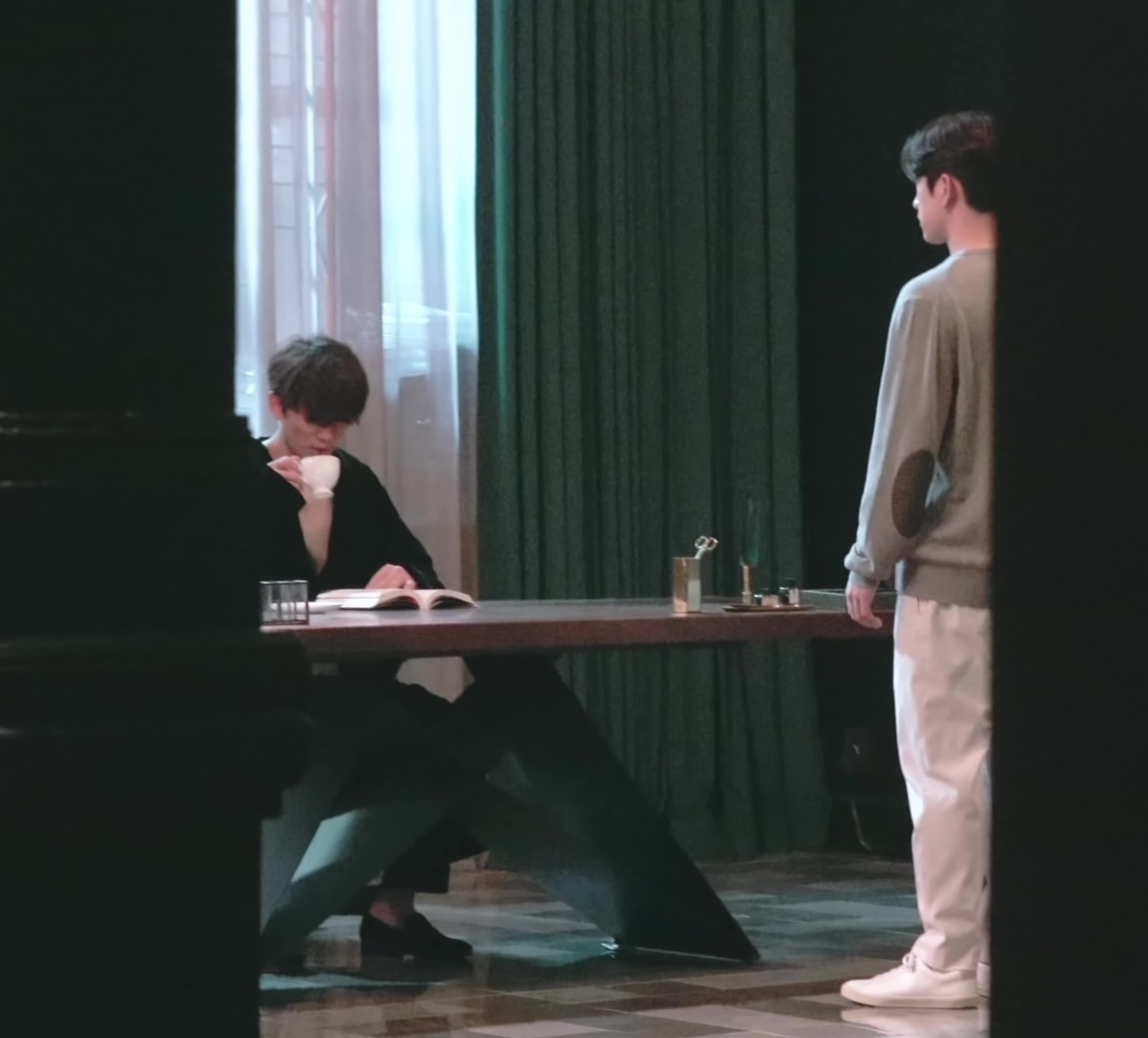
Ji Sung e Park Jin-young durante le riprese della serie, nello studio presso la casa di Kang Yo-han.

The Devil Judge è diretto da Choi Jung-kyu, che, per creare l'atmosfera distopica, ha unito elementi futuristici e virtuali a elementi classici del genere; nella fotografia, invece, è stata enfatizzata l'oscurità prediligendo ambientazioni buie. Lee Yong-seop della Westworld si è occupato della computer grafica, rappresentando una Seul "sofisticata ma eccessiva, realistica ma sgraziata, possibile ma inesistente", posizionando edifici familiari agli spettatori in luoghi sconosciuti e destinandoli a usi differenti. Per scene e oggetti negativi è stato usato il colore giallo, che nell'arte religiosa cristiana è associato alle vesti di Giuda Iscariota; contemporaneamente, il colore, di solito identificato con la luce, è un rimando al personaggio di Kim Ga-on, descritto nella sinossi come "La luce di questo mondo" e inviato dal proprio professore Min Jung-ho a spiare Kang Yo-han per carpirne i segreti e poi tradirlo.
Le scenografie sono state curate dal direttore artistico Jo Hwa-seong. Dopo aver evidenziato le parole chiave "il povero diventa più povero e il ricco diventa più ricco" (빈익빈부익부?, 貧益貧富益富?), "illegalità" e "caos" leggendo la sceneggiatura, ha scelto di dare agli esterni un'atmosfera "disperata", grezza, buia e umile in rappresentazione dei poveri, e agli interni una sensazione di ordine, appariscenza e lusso superfluo, tipici dei ricchi. La casa di Kang Yo-han è una classica magione cupa, simile alla villa di Batman, per mostrare il suo lato da eroe oscuro; la stanza sul tetto di Kim Ga-on, arredata con piante che sono state abbandonate per strada, trasmette speranza e che la felicità non sia proporzionale alla ricchezza, mentre gli uffici della Fondazione sono stati pensati per mostrare le sue inclinazioni al dramma e allo sfruttamento dei desideri delle persone tramite riti e devozioni quasi sciamanici. L'aula di tribunale è appositamente circolare per rimandare alla partecipazione popolare nei processi dell'antica Grecia.

### Riprese e promozione
Le riprese di The Devil Judge sono iniziate a dicembre 2020, dopo il rientro di Ji Sung in Corea del Sud dalle Hawaii e l'auto-quarantena di due settimane, e sono terminate ai primi di luglio 2021. Tra i set figurano la sede della Osstem nel distretto di Magok, Seul, per l'esterno dell'ufficio di Kang Yo-han, il Balan Outlet di Hwaseong e il Le Papillon Barber Shop di Gangnam, mentre per la Casa Blu è stata utilizzata la ricostruzione del parco a tema di Hapcheon.
Il primo poster del drama è stato diffuso il 20 maggio 2021, seguito il 28 da un teaser video di 15 secondi. L'11 giugno sono stati distribuiti i poster dei personaggi, mentre il 18 giugno è stato pubblicato il trailer da 15 secondi dell'episodio 1. Il 28 giugno e il 1º luglio sono stati diffusi due video da 90 e 190 secondi, quest'ultimo in concomitanza con la conferenza stampa, a introdurre l'ambientazione delle prime puntate.

### Distribuzione internazionale
Il drama è stato reso disponibile in Thailandia su TrueID Plus il 16 gennaio 2022 con il titolo ปีศาจพิพากษา ed è stato trasmesso nelle Filippine su GMA con il titolo The Merciless Judge dal 7 novembre 2022.

## Colonna sonora
Le musiche del drama sono state composte da Jung Se-rin, che ha prediletto l'uso della chitarra elettrica rispetto all'acustica. La sofferenza di Kang Yo-han e Kim Ga-on è stata espressa con assoli strumentali di archi, mentre per i momenti in cui Jung Sun-ah complotta, la scelta è caduta sul genere EDM; oltre a brani originali, viene fatto uso della Gnossienne n. 1 di Erik Satie e della Sonata per pianoforte n. 2 di Rachmaninov, ri-arrangiate per adattarsi all'atmosfera delle scene.
La colonna sonora è stata pubblicata in CD il 21 agosto 2021 e contiene 55 tracce: quattro cantate con le relative basi, e 47 strumentali.
1. HuckleBerry Finn – Tempest – 4:29 (Lee Ki-yong)
2. Sondia – Nightmare (악몽?, AngmongLR) – 3:10 (testo: Song Yang-ha, Kim Jae-hyun, Lee Joo-ah – musica: Song Yang-ha, Kim Jae-hyun, Lee Joo-ah, Yook Ga-yeon)
3. Zeenan – What You Gonna Do – 3:09 (Zeenan, OneTop)
4. HuckleBerry Finn – The Nights (너를 떠올린 건 항상 밤이었다?, Neoreul tteo-ollin geon hangsang bam-i-eotdaLR; lett. "Ho sempre pensato a te di notte") – 3:44 (Lee Ki-yong)
5. Tempest (Inst.) – 4:29 (musica: Lee Ki-yong)
6. Nightmare (Inst.) (악몽?, AngmongLR) – 3:10 (musica: Song Yang-ha, Kim Jae-hyun, Lee Joo-ah, Yook Ga-yeon)
7. What You Gonna Do (Inst.) – 3:09 (musica: Zeenan, OneTop)
8. The Nights (Inst.) (너를 떠올린 건 항상 밤이었다?, Neoreul tteo-ollin geon hangsang bam-i-eotdaLR; lett. "Ho sempre pensato a te di notte") – 3:44 (musica: Lee Ki-yong)
9. Enemy of Truth (진실의 적?, Jinsin-ui jeokLR) – 3:20 (musica: Jung Se-rin)
10. Irrationality (부조리?, BujoriLR) – 3:33 (musica: Jung Se-rin)
11. I Am the Abyss (제가 심연입니다?, Jega sim-yeon-imnidaLR) – 3:56 (musica: Gu Bon-chun)
12. Different From The Outside (feat. Denniyah) (외면과 다른 내면?, Oemyeon-gwa dareun naemyeonLR) – 3:00 (musica: Joo In-ro)
13. Hope of Dystopia (디스토피아의 빛?, Diseutopia-ui bitLR) – 3:33 (musica: Jung Se-rin)
14. Mirror City (뒤집힌 도시?, Dwijiphin dosiLR) – 1:48 (musica: Kim Hyun-do)
15. Hello, Master? (안녕, 도련님??, Annyeong, doryeonnim?LR) – 2:48 (musica: Hong Eun-ji)
16. The True Nature of Devil (악마의 실체?, Angma-ui silcheLR) – 2:38 (musica: Jung Hye-bin)
17. Human's Cruel Selfishness (인간의 잔혹한 이기심?, In-gan-ui hanhokhan igisimLR) – 2:47 (musica: Jung Se-rin)
18. If Only You.. (너희들만 있다면..?, Neohuideulman itdamyeon..LR) – 3:06 (musica: Jung Se-rin)
19. Trial Is A Game (재판은 게임이야?, Jaepan-eun ge-im-i-yaLR) – 2:44 (musica: Son Seong-rak)
20. A Crossroads of Choice (선택의 기로?, Seontaeg-ui giroLR) – 2:58 (musica: Lee Yoon-ji)
21. Painful Past (고통스러운 과거?, Gotongseureo-un gwageoLR) – 2:16 (musica: Kang Mi-mi)
22. Game and Hunter (사냥감과 사냥꾼?, Sanyanggamgwa sanyangkkunLR) – 3:00 (musica: No Yoo-rim)
23. An Unyielding Power Struggle (양보 없는 기싸움?, Yangbo eomneun gissa-umLR) – 2:31 (musica: Jung Se-rin)
24. Disillusionment With Humans (인간에 대한 환멸?, In-gan-e daehan hwalmyeolLR) – 3:10 (musica: Shim Hee-jin)
25. Mirror Of The Past (Rachmaninoff Piano Concerto No.2 1st mov.) (과거의 거울 (Rachmaninoff Piano Concerto No.2 1st mov.)?, Gwageo-ui geo-ulLR) – 2:47 (musica: Sergei Rachmaninoff, Joo In-ro)
26. Darkness Longing For Light (빛을 동경하는 어두움?, Bich-eul donggyeonghaneun eodu-umLR) – 2:47 (musica: Jung Se-rin)
27. Blooming Truth (피어나는 진실?, Pi-eonaneun jinsilLR) – 3:45 (musica: Byun Sang-hoo)
28. Fact Check (팩트 체크?, Paekteu chekeuLR) – 2:30 (musica: Kang Mi-mi)
29. Citizen Participation in Criminal Trials (국민참여재판?, Gungmincham-yeojaepanLR) – 2:34 (musica: Kim Hyun-do)
30. Finding a Piece of Goodwill (한 조각 선의를 찾아서?, Han jogak seon-uireul chaj-aseoLR) – 2:07 (musica: Jung Se-rin)
31. Something Stronger – 2:46 (musica: Joo In-ro)
32. The Defition You Want (당신이 원하는 정의?, Dangsin-ui wonhaneun jeong-uiLR) – 2:57 (musica: Kang Mi-mi)
33. Fairness And Justice (공정과 정의?, Gongjeong-gwa jeong-uiLR) – 2:50 (musica: Byun Sang-hoo)
34. Ambition And Power (야심과 권력?, Yasimgwa gwollyeokLR) – 2:36 (musica: No Yoo-rim)
35. Swamp of Doom (파멸의 늪?, Pamyeor-ui neupLR) – 4:01 (musica: Hong Eun-ji)
36. A Cold-Blooded Monster (냉혹한 괴물?, Naehokhan goemulLR) – 2:30 (musica: Son Seong-rak)
37. Angel or Devil (천사 혹은 악마?, Cheonsa hog-eun angmaLR) – 2:30 (musica: Kang Mi-mi)
38. A Power Trap (권력의 덫?, Gwollyeog-ui deotLR) – 2:52 (musica: Lee Yoon-ji)
39. Warmth That Melts Loneliness (외로움을 녹이는 온기?, Oero-um-eul nog-ineun on-giLR) – 2:52 (musica: Jung Se-rin)
40. Blind Spot – 2:11 (musica: Kang Mi-mi)
41. Tracking (추적?, ChujeokLR) – 2:42 (musica: No Yoo-rim)
42. Hypocrisy And Wickedness (위선과 사악함?, Wiseon-gwa sa-akhamLR) – 2:43 (musica: Son Seong-rak)
43. Ominous Aura (불길한 기운?, Bulgilhan gi-unLR) – 2:49 (musica: Shim Hee-jin)
44. Schooled (참교육?, Chamgyo-yukLR) – 2:38 (musica: Kim Hyun-do)
45. My Whole Side (온전한 내편?, Onjeonhan naepyeonLR) – 2:36 (musica: Jung Se-rin)
46. Because I Have You (나한테 네가 있잖아?, Nahante nega itjanh-aLR) – 2:39 (musica: Lee Yoon-ji)
47. Ruthless – 3:26 (musica: Shin Yoo-jin)
48. Broken World (무너진 세상?, Muneojin sesangLR) – 3:48 (musica: Jung Se-rin)
49. Hypocrites (위선자들?, WiseonjadeulLR) – 2:16 (musica: Hong Eun-ji)
50. Runaway Justice (폭주하는 정의?, Pokjuhaneun jeong-uiLR) – 2:36 (musica: Joo In-ro)
51. Paradox – 1:49 (musica: Shin Yoo-jin)
52. The Evils of Society (사회의 악?, Sahoe-ui akLR) – 2:45 (musica: Jung Hye-bin)
53. Devastating Revenge (슬픈 복수?, Seulpeun boksuLR) – 2:43 (musica: Jung Se-rin)
54. A Strong Ruling (강력한 판결?, Gangnyeokhan pangyeolLR) – 2:37 (musica: Jung Se-rin)
55. Gnossienne No.1 – 3:06 (musica: Erik Satie)

Durata totale: 162:00

## Accoglienza

### Critica
Dopo il primo episodio, è stato osservato che l'ambientazione distopica e il contesto virtuale poco familiari della serie fossero complicati da comprendere. Lee Jung-hyun di Yonhap News ha commentato che sembrasse concentrarsi più sull'azione e sull'aspetto visivo, e che la coesione fosse mancante, opinione condivisa dal critico di cultura pop Kim Seong-soo e dal professore di letteratura coreana e critico drammatico Yoon Seok-jin della Chungnam National University, che ha trovato la regia eccessiva e che il messaggio non fosse stato rivelato chiaramente. Choi Sang-jin del Seoul Economic Daily ha invece ritenuto che il primo episodio avesse raggiunto un equilibrio perfetto combinando "sviluppo rapido esilarante, regia sofisticata e performance eccellenti degli attori".

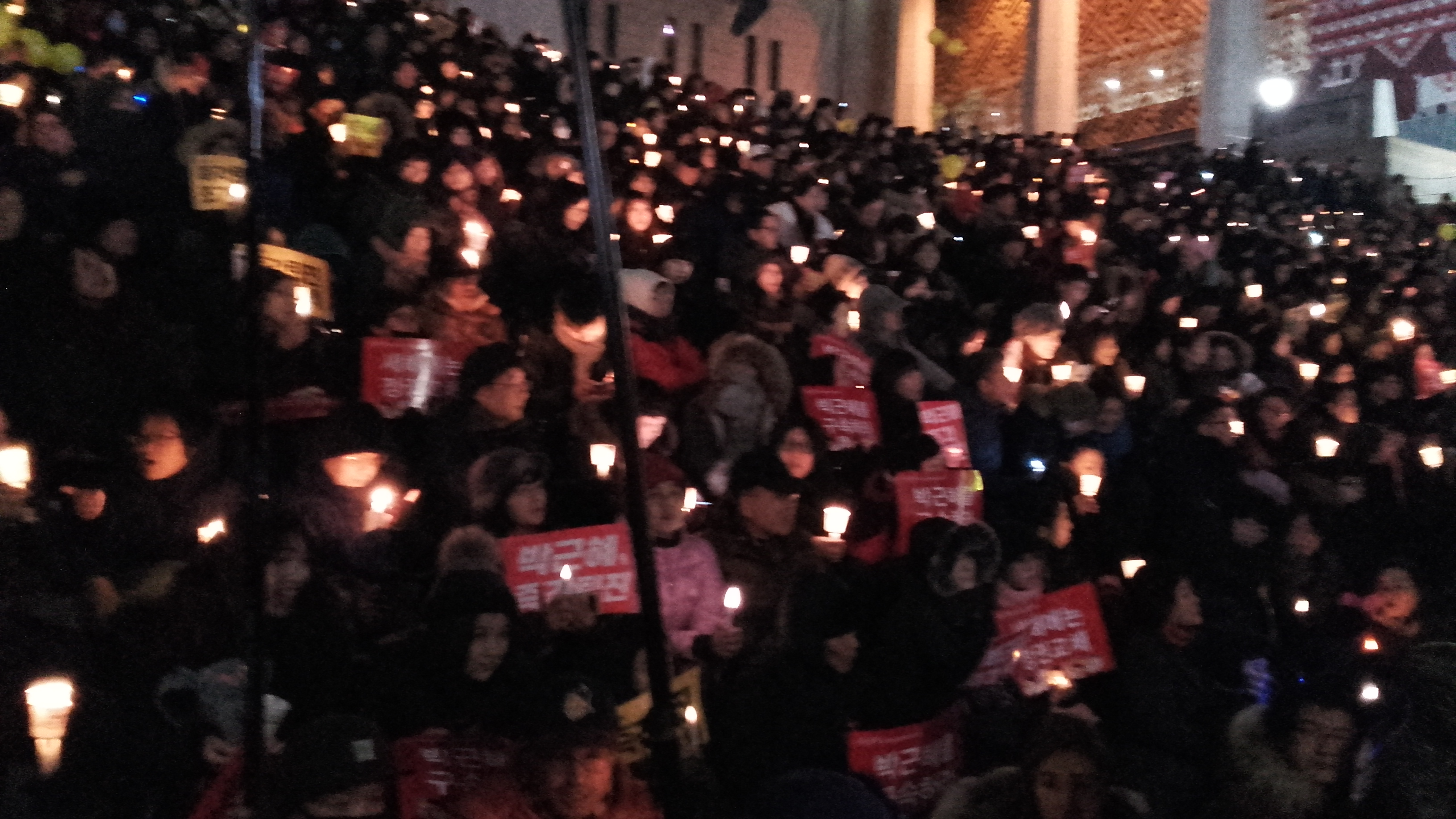
Una delle proteste a lume di candela contro Park Geun-hye nel 2016.

Il critico di cultura pop Jung Deok-hyun ha sottolineato che il mondo fittizio rappresentato da The Devil Judge mostrasse l'esistenza, nel mondo reale, di "uomini di paglia" dietro i quali si nascondono le vere forze al potere, e che non esistesse imparzialità e giustizia, commentando: "La Corea distopica immaginaria di The Devil Judge è descritta come un mondo parallelo alla nostra realtà. Ma, più si insiste che sia virtuale e mera finzione, più diventa amaro. Questo perché la storia [...] diventa sempre più reale proseguendo. Più mi dico che sia spettacolo e finzione, più sento il disgusto nascere dal disagio che provo vedendo una sovrapposizione, che non dovrebbe avvenire, con la realtà". Ha attribuito le diverse reazioni del pubblico nei confronti della serie al suo "elitismo terribilmente scettico", commentando che il modo in cui la popolazione venisse influenzata avesse reso tristi e amari anche i richiami, nelle aggressioni indiscriminate subite dai residenti di Hyeongsan-dong nell'episodio 13, al massacro di Gwangju del 18 maggio 1980 e alle veglie a lume di candela per chiedere le dimissioni di Park Geun-hye. Vedendo inoltre la tendenza dei personaggi secondari a sacrificarsi senza motivi apparenti, Jung ha ritenuto che lo stesso elitismo si riflettesse nel modo in cui Moon avesse deciso di scrivere i personaggi, facendo sembrare che fossero stati creati apposta per scomparire di scena al momento opportuno e scatenare le emozioni dei protagonisti. A proposito di Kang Yo-han, ha dichiarato: "È rappresentato come un eroe oscuro che vive da solo in una magione, come Bruce Wayne in Il cavaliere oscuro - Il ritorno, ma è difficile vederlo cercare di salvare la gente in difficoltà".
Nel recensire i primi dieci episodi, Bryan Tan di Yahoo Lifestyle Singapore ha definito la serie "un caotico circo distopico di avidità e corruzione", i cui segni distintivi sono teatralità, dramma e spettacolo, ritenendola "esplosivamente drammatica" e in continuo miglioramento. Ha lodato Park Jin-young, scrivendo: "È straordinariamente piacevole da guardare. Il giovane attore è estremamente autentico nella sua interpretazione del torturato e virtuoso giudice associato Kim Ga-on, e i suoi ambigui sentimenti romantici nei confronti dell'amica Yoon Soo-hyun aggiungono sapore alla trama secondaria, e la sua presenza aggiunge una dimensione più leggera e giovanile in contrasto con i metodi diretti e spietati di Kang Yo-han".
Al termine della trasmissione, Kim Hyun-rok di SpoTV News ha complimentato la recitazione e la chimica degli attori, ritenendo si armonizzassero con "uno sviluppo narrativo dettagliato che ci ha colto impreparati e una regia sofisticata che ha mostrato vividamente una Corea distopica virtuale". Kim Hee-kyung e Kim Hye-rang di Hankyung hanno lodato lo sviluppo rinfrescante e non convenzionale, i contrasti tra ricchi e poveri, e apprezzato che avesse aperto un dibattito sulla correttezza dei metodi di Kang Yo-han e su cosa fosse la vera giustizia. Choi Hee-jae di XsportsNews ha complimentato i personaggi, in particolare la bromance tra Ji e Park, per aver mostrato la propria presenza e aver guidato una storia solida, "una 'distopia virtuale' non lontana dal passato e dal presente", aggiungendo: "Spostandosi avanti e indietro tra la realtà, The Devil Judge mi ha fatto pensare a cosa fosse la giustizia e a cosa sia giusto" e concludendo che "il finale attraversa realtà e fantasia, euforia e disagio, peccato ed espiazione".
Al contrario, Lee Jung-hyun di Yonhap News ha sostenuto che The Devil Judge non avesse mostrato "alcuna attrattiva al di là dello spettacolo e della soddisfazione vicaria" e che, nonostante l'emittente avesse sottolineato la promozione della giustizia sociale, la gente comune fosse stata relegata a "damigelle d'onore" mentre i protagonisti affrontavano il governo che aveva nascosto la verità. Lo stesso paragone è stato utilizzato dal critico Jung Deok-hyun, che ha affermato: "Togliendo i verdetti provocatori e le immagini glamour, The Devil Judge è un lavoro più scarno di quanto si pensi. Come Il cavaliere oscuro - Il ritorno, che ha trattato il dilemma della giustizia con serietà, questo drama mostra spesso un dilemma, ma ciò che rivela è la debolezza di un essere umano influenzato dalla brama. Non penso sia coerente mettere la giustizia sociale come messaggio e non far vedere la gente comune". Park Chang-gi di TenAsia ha criticato lo sviluppo poco convincente e credibile della storia, e decretato che la conclusione tratta da The Devil Judge fosse che uccidere per una vendetta personale fosse giustificato, ritenendo che il finale fosse vuoto e lasciasse solo un senso di delusione.
Pierce Conran del South China Morning Post ha trovato l'inizio della serie forte e promettente, per poi virare verso una parte centrale "piena di alti e bassi mentre la storia si snoda tra momenti divertenti e pause da girarsi i pollici". Valutandola con 3 stelle su 5, ha concluso che fosse stata "diabolicamente divertente" e avesse provocato "un'emozionante catarsi dai processi trasmessi in diretta dall'aula", ma che avesse dimostrato un "disprezzo quasi patologico per le donne", dato che, su cinque personaggi femminili, quattro fossero disabili o finissero per perdere la vita.
The Devil Judge è figurato al decimo posto nella lista dei migliori drama coreani del 2021 stilata da Forbes per "le solide performance e la parodia di alcune realtà politiche un po' troppo vicine".

### Pubblico
The Devil Judge è stato tra i cinque drama coreani del 2021 più attesi dal pubblico. Secondo Nielsen Korea, il primo episodio ha registrato uno share medio del 6% nell'area metropolitana di Seul e il 5,6% a livello nazionale, con un picco in tempo reale rispettivamente del 6,9% e del 6,6%. L'ultimo episodio ha segnato gli ascolti più alti, con uno share medio nazionale dell'8% e un picco in tempo reale del 10,1%, occupando il primo posto tra i programmi della stessa fascia oraria.
La tabella sottostante illustra i dati di ascolto per ogni episodio, con i massimi in rosso e i minimi in blu, e la posizione nella classifica giornaliera. La serie ha conservato la vetta per l'intero periodo di trasmissione.
| Episodio | Titolo                                                           | Data di trasmissione | Dati Nielsen Korea  | Dati Nielsen Korea   | Dati Nielsen Korea         |
| Episodio | Titolo                                                           | Data di trasmissione | A livello nazionale | A livello nazionale  | Area metropolitana di Seul |
| Episodio | Titolo                                                           | Data di trasmissione | Share %             | Spettatori (milioni) | Share %                    |
| -------- | ---------------------------------------------------------------- | -------------------- | ------------------- | -------------------- | -------------------------- |
| 1        | 스타판사 (lett. "Il giudice stella")                             | 3 luglio 2021        | 5,552% (1°)         | 1,382                | 5,986% (1°)                |
| 2        | 사냥감과 사냥꾼 (lett. "Preda e cacciatore")                     | 4 luglio 2021        | 5,095% (1°)         | 1,232                | 5,658% (1°)                |
| 3        | 비밀의 방 (lett. "La stanza segreta")                            | 10 luglio 2021       | 5,534% (1°)         | 1,300                | 5,797% (1°)                |
| 4        | 요한의 십자가 (lett. "La croce di Yo-han")                       | 11 luglio 2021       | 6,287% (1°)         | 1,519                | 6,550% (1°)                |
| 5        | 가위손 (lett. "Mani di forbice")                                 | 17 luglio 2021       | 5,982% (1°)         | 1,481                | 6,512% (1°)                |
| 6        | 아킬레스건 (lett. "Il tallone di Achille")                       | 18 luglio 2021       | 6,015% (1°)         | 1,452                | 6,148% (1°)                |
| 7        | 꿈은 이루어진다 (lett. "I sogni dovrebbero avverarsi")           | 24 luglio 2021       | 5,600% (1°)         | 1,325                | 5,622% (1°)                |
| 8        | 레지스탕스 (lett. "Resistenza")                                  | 25 luglio 2021       | 5,468% (1°)         | 1,224                | 5,450% (1°)                |
| 9        | 배트맨과 로빈 (lett. "Batman e Robin")                           | 31 luglio 2021       | 4,739% (1°)         | 1,108                | 5,072% (1°)                |
| 10       | 프랑켄슈타인 (lett. "Frankenstein")                              | 1 agosto 2021        | 5,623% (1°)         | 1,300                | 5,737% (1°)                |
| 11       | 맥베스 (lett. "Macbeth")                                         | 7 agosto 2021        | 6,321% (1°)         | 1,600                | 6,164% (1°)                |
| 12       | 네가 외로웠으면 좋겠어 (lett. "Mi piacerebbe che tu fossi solo") | 8 agosto 2021        | 6,431% (1°)         | 1,508                | 6,770% (1°)                |
| 13       | 헝거게임 (lett. "Hunger Game")                                   | 14 agosto 2021       | 6,910% (1°)         | 1,540                | 6,786% (1°)                |
| 14       | 개구리들의 왕 (lett. "Il re delle rane")                         | 15 agosto 2021       | 6,944% (1°)         | 1,547                | 6,564% (1°)                |
| 15       | 메데이아 (lett. "Medea")                                         | 21 agosto 2021       | 7,492% (1°)         | 1,812                | 7,367% (1°)                |
| 16       | 악마판사? (lett. "Il giudice diavolo?")                          | 22 agosto 2021       | 7,960% (1°)         | 1,994                | 7,694% (1°)                |
| Media    | Media                                                            | Media                | 6,122%              | 1,458                | 6,242%                     |

## Sequel
Intervistato a proposito di una possibile seconda stagione al termine della messa in onda, lo sceneggiatore Moon Yoo-seok ha dichiarato la propria disponibilità a scriverla e di volersi cimentare in una serie d'azione dai toni più vivaci, come Sherlock e Lupin.